# Mike McGlone
Mike McGlone est un acteur américain, né le 10 août 1972 à White Plains, État de New York (États-Unis).

## Filmographie
- 1995 : Les Frères McMullen (The Brothers McMullen) d'Edward Burns : Patrick McMullen
- 1996 : Ed de Bill Couturié : Oliver Barnett
- 1996 : Petits mensonges entre frères (She's the One) : Francis Fitzpatrick
- 1997 : SUBWAYStories: Tales from the Underground (en) (TV) : John T (segment Love on the A Train)
- 1998 : Pur et dur (One Tough Cop) : Richie La Cassa
- 1999 : Jump : Doug
- 1999 : Bone Collector (The Bone Collector) : Detective Kenny Solomon
- 2000 : Happy Accidents : Tab
- 2000 : Dîner entre ennemis (Dinner Rush) : Carmen
- 2001 : Hardball (Hard Ball) de Brian Robbins : Jimmy Fleming
- 2001 : Get Well Soon : Gunman
- 2003 : A Walk in the Dark : Nick
- 2003 : Glengarry, Bob Ross : Brecht Raven
- 2005 : The War Within : Mike O'Reilly
- 2005 : Fortunes : James Daugherty
- 2006 : Dirty Work[1] : Frank Sullivan
- 2014 : United Passions